# Phenilia
Phenilia is een geslacht van neteldieren uit de klasse van de Anthozoa (bloemdieren).

## Soort
- Phenilia sanguinolenta (Gray, 1859)